# Obština Ljubimec
Obština Ljubimec (bulharsky Община Любимец) je bulharská jednotka územní samosprávy v Chaskovské oblasti. Leží v jižním Bulharsku, zčásti v údolí Marici v Hornothrácké nížině, na severovýchodních svazích Východních Rodopů u hranic s Řeckem a také na protilehlých jihozápadních svazích Sakaru. Správním střediskem je město Ljubimec, kromě něj zahrnuje obština 7 vesnic. Žije zde téměř 9 tisíc stálých obyvatel.

## Sídla
| - Belica - Dăbovec - Georgi Dobrevo - Jerusalimovo | - Ljubimec (sídlo správy) - Lozen - Malko Gradište - Orjachovo | - Vălče Pole - Vaskovo |

## Sousední obštiny
| Růžice kompasu | Charmanli        |             |            | Růžice kompasu |
| Růžice kompasu |                  | Sever       | Svilengrad | Růžice kompasu |
| Růžice kompasu | Obština Ljubimec |             | Svilengrad | Růžice kompasu |
| Růžice kompasu | Jih              |             | Svilengrad | Růžice kompasu |
| Růžice kompasu | Madžarovo        | Ivajlovgrad |            | Růžice kompasu |

## Obyvatelstvo
V obštině žije 8 783 stálých obyvatel a včetně přechodně hlášených obyvatel 10 094. Podle sčítáni 1. února 2011 bylo národnostní složení následující:
- Bulhaři: 8 238 (82.2 %)
- Romové: 1 606 (16.0 %)
- Turci: 124 (1.2 %)
- ostatní: 52 (0.5 %)